# Anisodes monera
Anisodes monera är en fjärilsart som beskrevs av William Schaus 1901. Anisodes monera ingår i släktet Anisodes och familjen mätare. Inga underarter finns listade i Catalogue of Life.